# Keleti pályaudvar (Metró Budapest)
Keleti pályaudvar ist eine Station der Metró Budapest und Knotenpunkt der Linien M2 und M4. Sie wurde 1970 als Teil der Linie M2 eröffnet, seit 2014 verkehrt hier auch die Linie M4 auf einem weiteren Bahnsteig. Die Station befindet sich am Keleti pályaudvar (Ostbahnhof) im VIII. Budapester Bezirk (Józsefváros).

## Galerie

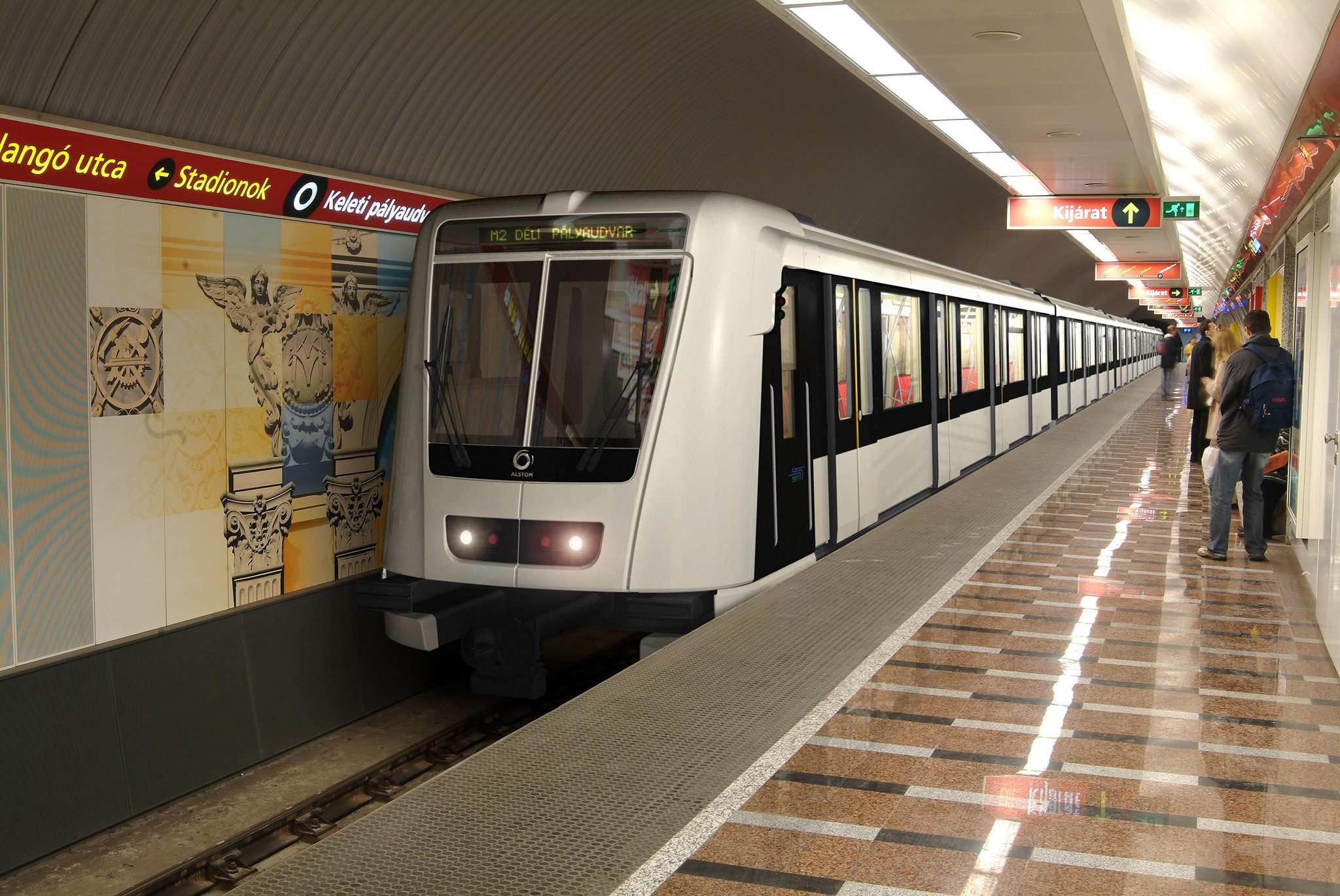
Bahnsteig der Linie M2
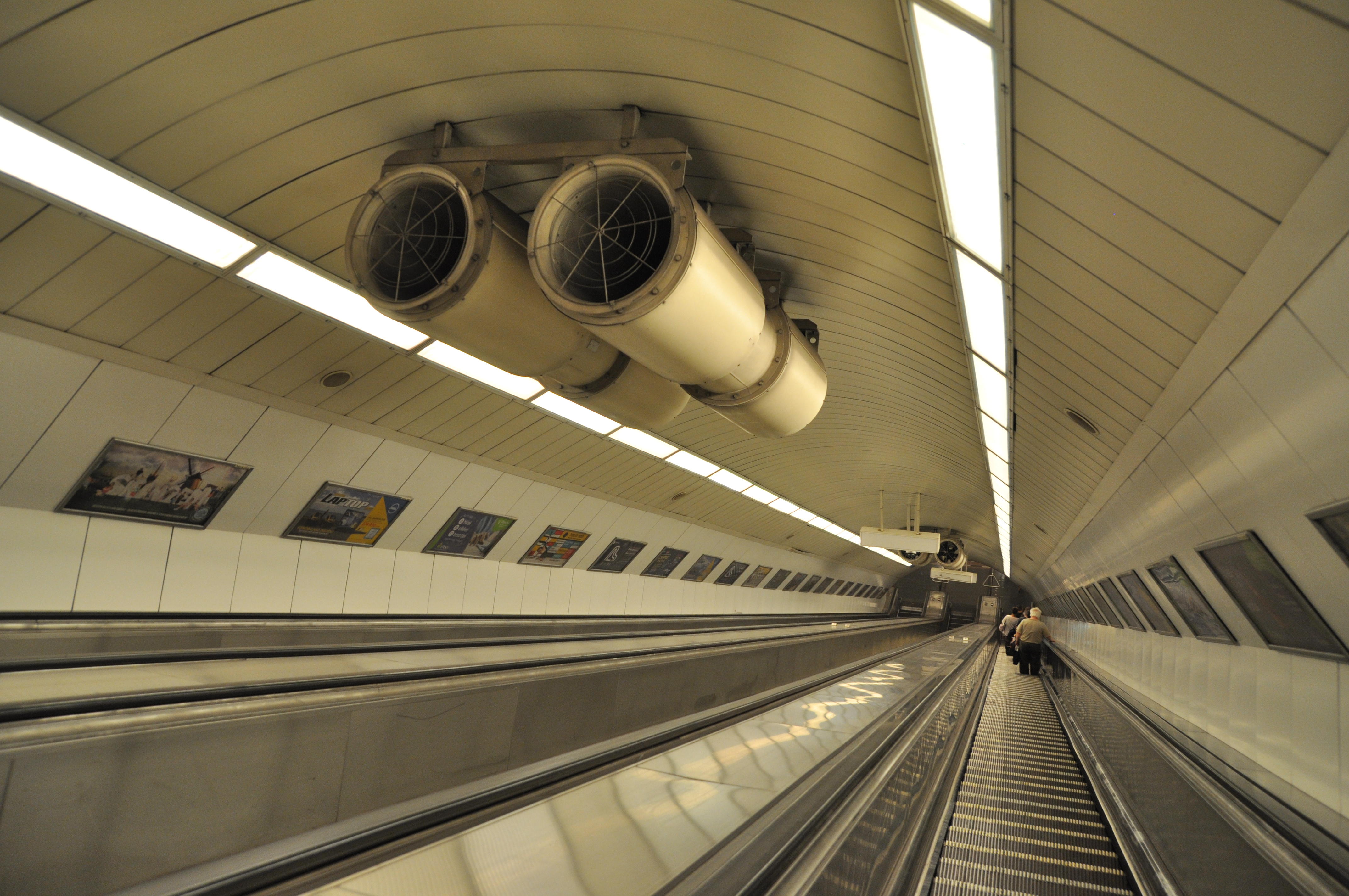
Rolltreppen

## Verbindungen
- Bus: 5, 7, 7E, 8E, 20E, 30, 30A, 107, 108E, 110, 112, 133E, 230
- Tram: 23, 24
- Trolleybus: 73, 76, 78, 79, 80, 80
- Zug: siehe Budapest Keleti pályaudvar